# الإسلام في مترو ديترويت

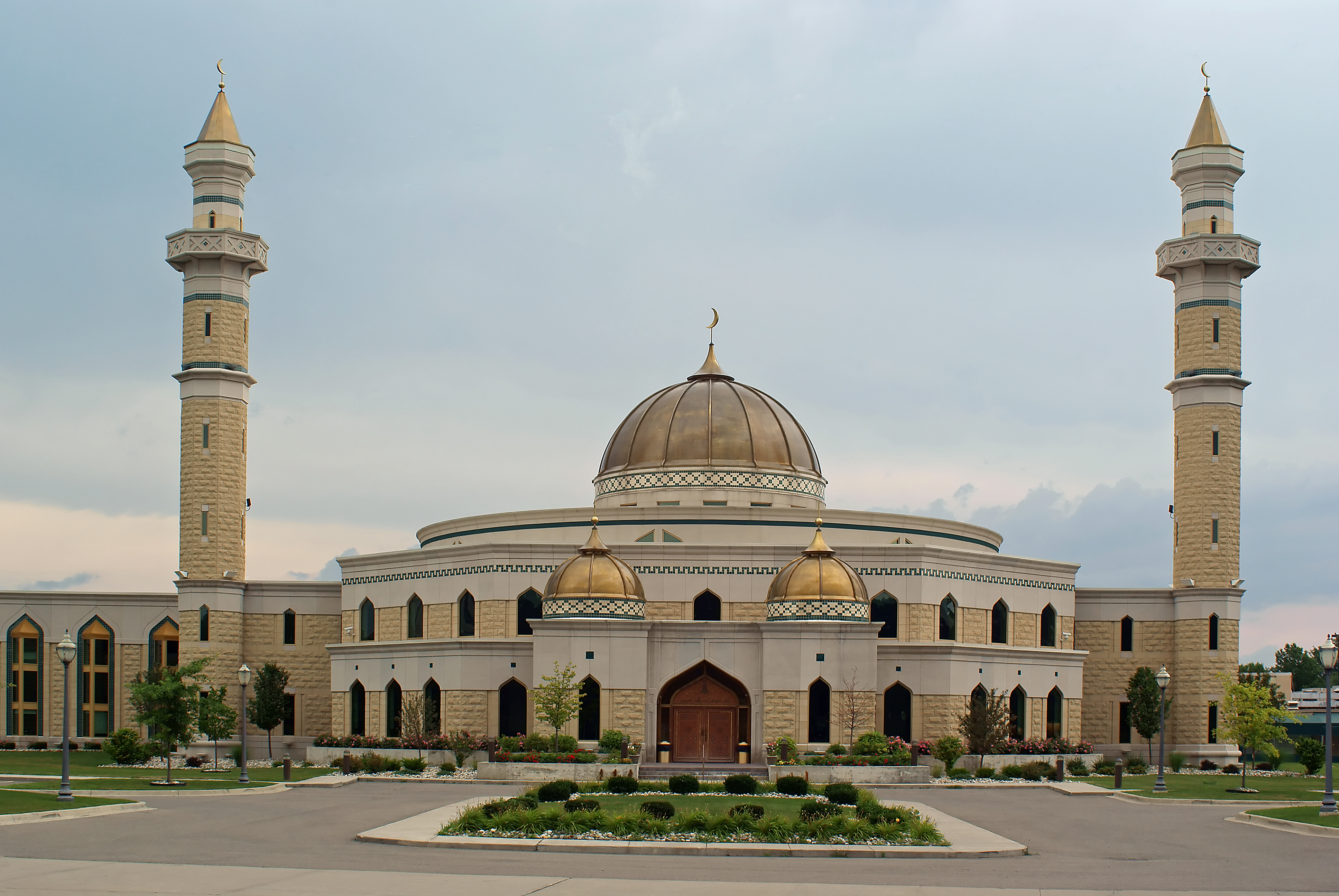
المركز الإسلامي الأمريكي في ديربورن

تمارس العديد من المجموعات الإسلامية الأمريكية الإسلام في مترو ديترويت.

## التاريخ
كان أول مسجد في المدينة هو مسجد هايلاند بارك، وكان أول الأئمة الذين عاشوا في ديترويت هما خليل بازي وحسين أديب كروب. فشل هذا المسجد الأول في عام 1922 م. فأسس تحالف متعدد الأعراق جمعية الإسلام العالمية (UIS)، ثاني مسجد في المدينة، في عام 1925 م.
لقد مرت المجتمعات الإسلامية المبكرة في ديترويت "بفترات مضطربة من كراهية الأجانب والعنصرية (التي كانت ضد السود والآسيويين والمسلمين) والنمطية الاستشراقية والتحيز ضد المسلمين والكساد الاقتصادي والحرب". ومع ذلك، بحلول منتصف القرن العشرين، كان يُنظر إلى المسلمين في ديترويت على أنهم مجموعة حديثة متنامية على "علاقة جيدة مع الوطنية الأمريكية". خلال هذا الوقت، بينما بدأت المنظمات الوطنية الأولى للنهوض بقضايا المسلمين في الظهور في جميع أنحاء المقاطعة، بدأ العديد من الناشطين المسلمين والقادة السياسيين والروحيين في الصعود إلى الصدارة في ديترويت. وقد اعتبرت المدينة "نذيرًا لاندماج المسلمين الناجح في المجتمع الأمريكي... من المسلمين وغير المسلمين على حد سواء".

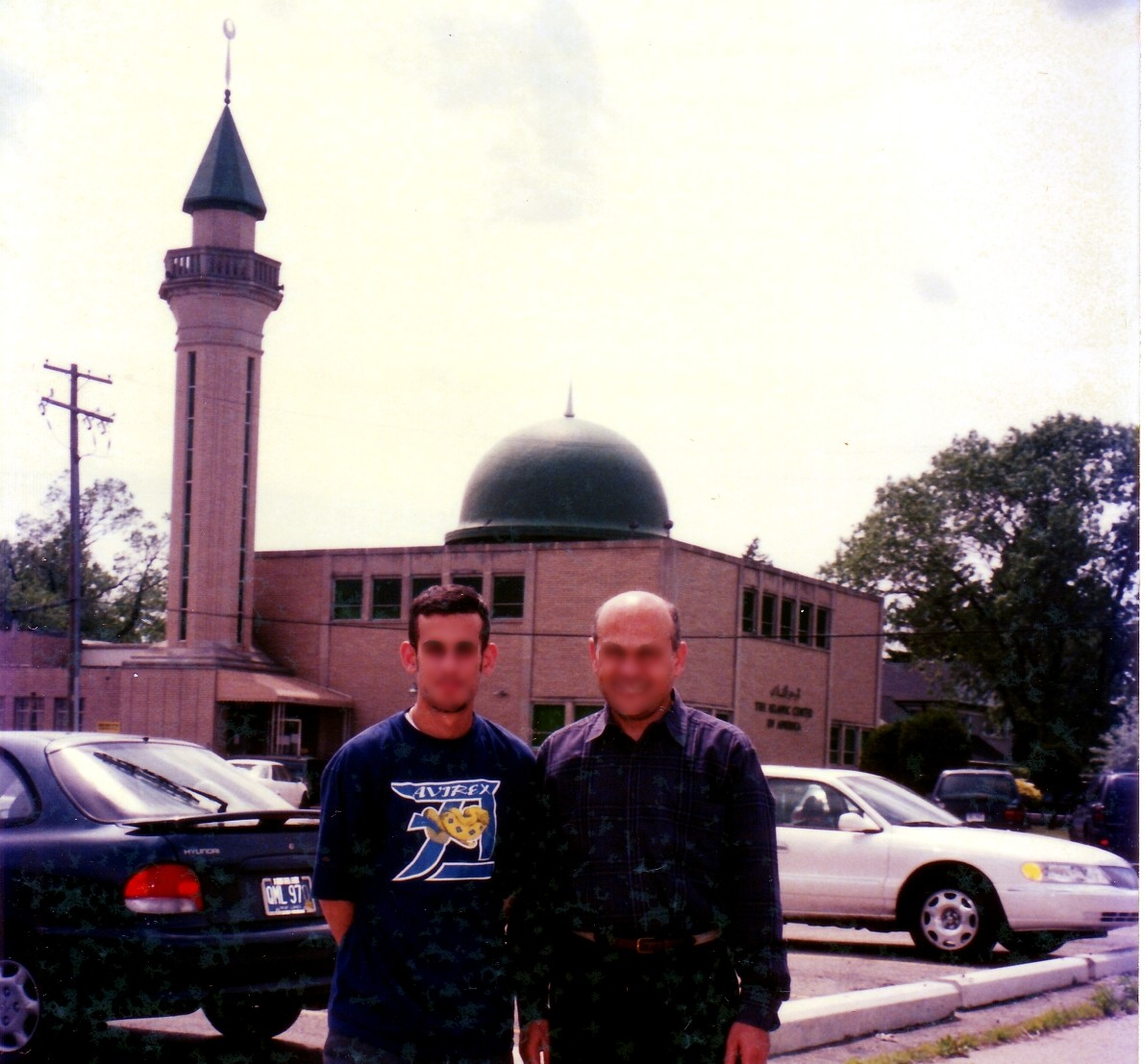
يظهر في الخلفية مسجد المركز الإسلامي الأمريكي الأصلي الذي بني عام 1963 في ديترويت، الصورة في عام 2002.

لقد تغيرت طبيعة الإسلام في ديترويت في سبعينيات القرن العشرين عندما حدث تحول أعضاء أمة الإسلام إلى الإسلام السائد، وعندما حدثت الهجرة من الهند وجنوب لبنان وباكستان وفلسطين. كتب بي دي سينجلتون من جامعة ولاية كاليفورنيا في سان برناردينو أن كبار السن من المسلمين كانوا في كثير من الأحيان "مهمشين أو محرومين من" المؤسسات التي أنشأوها بأنفسهم.
في العقد الأول من القرن الحادي والعشرين، أراد القائمون على مسجد بنغالي في هامترامك يدعى مسجد الإصلاح الجامع الحصول على إذن لبث الأذان، من مكبرات صوت بسيطة في محيط المسجد الصغير فقط، وطلبوا هذا الإذن من حكومة المدينة. وكان المسجد أحد المساجد الأحدث في هامترامك. كتبت سالي هاول، مؤلفة كتاب "التنافس على المسلمين: استراتيجيات جديدة للتجديد الحضري في ديترويت"، أن هذا الطلب "أدى إلى تأجيج المشاعر المعادية للإسلام" في هامترامك. وقد دعم المسلمون والناشطون بين أتباع الديانات المسجد. وقد شارك في الجدل بعض الناشطين المناهضين للمسلمين، بما في ذلك بعض الناشطين من ولايات أخرى بما في ذلك كنتاكي وأوهايو. وأضاف هاول أن الجدل، من خلال "عاصفة إعلامية دولية"، قدم "اختبارًا تنفيسيًّا لـ"الحريات" التي قيل إننا "نقاتل من أجلها" في أفغانستان والعراق" لبقية الولايات المتحدة. في عام 2004 م، صوت مجلس المدينة بالإجماع على السماح للمساجد ببث الأذان في محيط المسجد، مما يجعلها واحدة من المدن القليلة في الولايات المتحدة التي تسمح بحدوث ذلك. وقد اعترض بعض الأفراد بشدة على السماح بالأذان.
في عام 2013، أصبح مجلس مدينة هامترامك أول مجلس مدينة في الولايات المتحدة يضم أغلبية مسلمة.
بحلول عام 2015، طلبت العديد من النساء المسلمات في منطقة ديترويت أن يُسمح لهن بارتداء الحجاب في الأماكن العامة وفي صور الهوية. يتعين على العديد من البلديات تحديد كيفية التعامل مع إنتاج صور الهوية للنساء المسلمات اللاتي يتم القبض عليهن.
بحلول عام 2022، كانت هناك المزيد من التوترات بين مجموعات التصويت المسلمة ومثليي الجنس ومزدوجي الميل الجنسي ومغايري الهوية الجنسية في ديربورن وهامترماك فيما يتعلق بالمواد الخاصة بمثليي الجنس ومزدوجي الميل الجنسي ومغايري الهوية الجنسية في المدارس. كان هذا تحولًا سياسيًّا، حيث بدأت الجماعات المسيحية الآن في التودد إلى الجماعات الإسلامية التي كانت تعارضها في السابق، من أجل الحصول على المزيد من الناخبين للقضايا السياسية المحافظة، إذ بدأت هذه الجماعات بتدريس معتقداتها الجنسية المثلية في المدارس للأطفال من سن السابعة والثامنة. وفي 13 حزيران 2023، قدم مجلس مدينة هامترامك قرارًا يحظر عرض الأعلام التي تمثل "أي مجموعة ذات توجه ديني أو عرقي أو عنصري أو سياسي أو جنسي" على ممتلكات المدينة، وهو ما اعتبر على نطاق واسع حظرًا مستهدفًا على علم قوس قزح. وبعد ثلاث ساعات من التعليقات العامة، أقر المجلس القرار بالإجماع. عارض رئيس البلدية عامر غالب عرض علم الفخر في المدارس، في حين أيدت رئيسة البلدية السابقة كارين ماجوفسكي تأييد عرض علم المثليين.

## العلاقات العرقية
وقد ذكر المؤلفون عبدو الخولي، وفرانسيس تريكس، وليندا والبريدج، جميعهم، على حد تعبير سالي هاويل، أن "العلاقات بين المسلمين الألبان وغيرهم من المسلمين في ديترويت كانت محدودة في أفضل الأحوال".

## المؤسسات
لدى مجلس العلاقات الأمريكية الإسلامية فرع في ولاية ميشيغان، ومقره في ساوثفيلد.

## المساجد الفردية

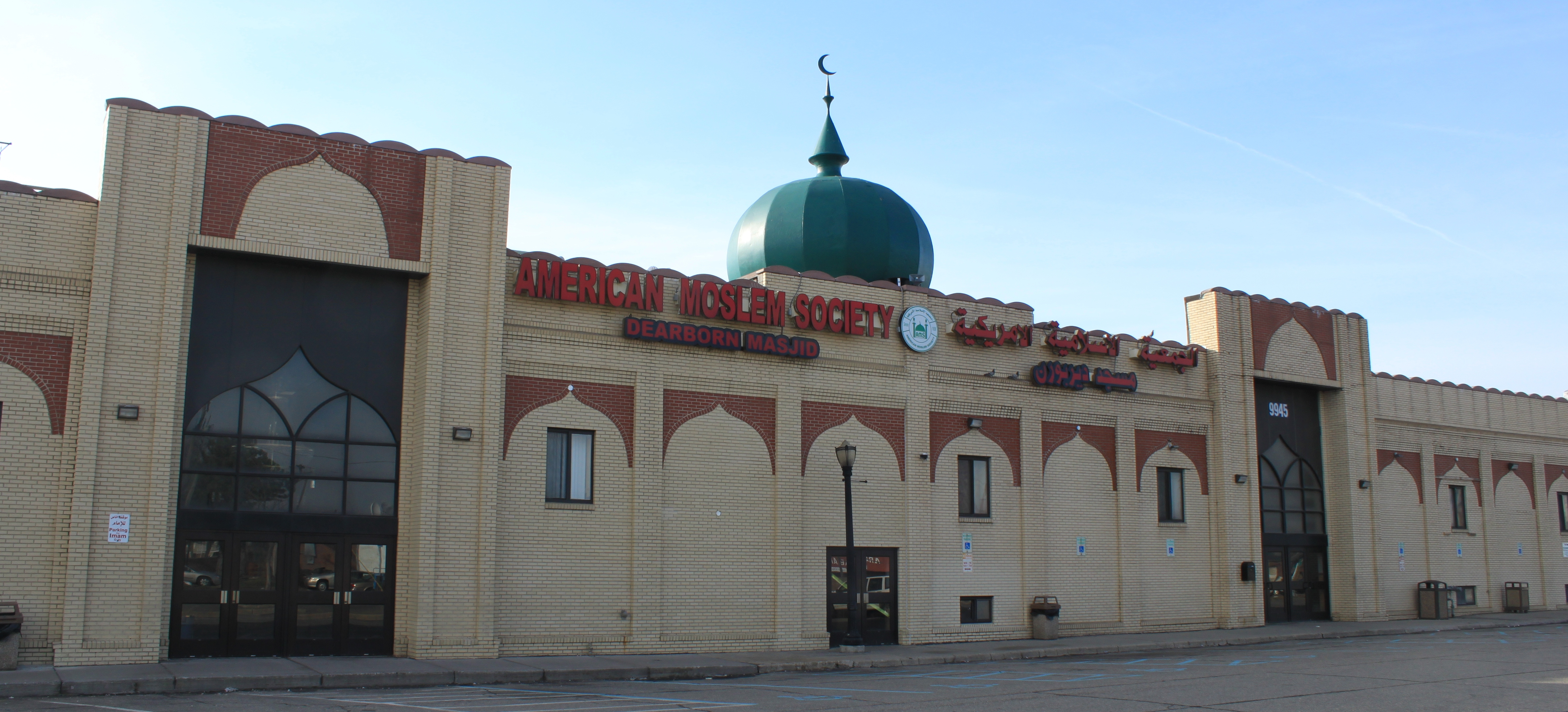
مسجد ديربورن

تشمل المساجد في ديربورن المركز الإسلامي الأمريكي ومسجد ديربورن. كما يوجدأول تكية ألبانية بكتاشية في أمريكا لتخدم المجتمع الألباني الأمريكي البكتاشي الصوفي.
وفي هامترامك أنشأ المجتمع البنغالي مساجد، بما في ذلك مسجد الإصلاح الجامع. بالإضافة إلى ذلك، أنشأت الجالية اليمنية في هامترامك مسجد معاذ بن جبل التي تأسست في عام 1976 م. في عام 2005، أصبح المسجد، الذي يقع خارج الحدود الجنوبية الشرقية لمدينة هامترامك، أكبر مسجد من بين المساجد العشرة ضمن دائرة نصف قطرها ثلاثة أميال.
اُفتُتحَت أول تكية بكتاشية ألبانية (خانقاه) في تايلور في عام 1953. وقد أسسها بابا رجب، وهو صوفي ألباني. في عام 1963، تم افتتاح المركز الإسلامي الألباني في هاربر وودز.

## التعليم
تشمل المدارس الإسلامية النهارية في منطقة ديترويت ما يلي:
- الأكاديمية الإسلامية الدولية (IIA)، ديترويت - تأسست في عام 2011 من خلال اندماج مدرسة دار الأرقم وأكاديمية الإحسان[21]
- أكاديمية الشباب المسلم الأمريكي (مايا) التابعة للمركز الإسلامي الأمريكي ، ديربورن[22]

اعتبارًا من عام 2015، تضم أكاديمية ميشيغان الإسلامية، وهي مدرسة إسلامية نهارية للأطفال من الروضة حتى الصف الثاني عشر في آن أربور، طلابًا يأتون من مترو ديترويت.

### المدارس الحكومية
على مدى فترة ثلاثين عامًا انتهت في وقت ما قبل عام 2010، قامت مدارس ديربورن العامة ومدارس ديترويت العامة بتطوير سياسات لاستيعاب الطلاب العرب والمسلمين بالتعاون مع الإداريين وأولياء الأمور والمعلمين والطلاب. وتضمنت السياسات التي اعتمدتها المناطق مراعاة الأعياد الإسلامية، والبرامج باللغة العربية، والسياسات المتعلقة بالصلاة، والقواعد المتعلقة بحياء الإناث في التربية البدنية والرياضة. منذ أوائل ثمانينيات القرن العشرين، أصبحت مدارس منطقة ديربورن تقدم وجبات نباتية كبديل للوجبات غير الحلال. اعتبارًا من عام 2010، تستخدم بعض المدارس أموالًا تقديرية لتقديم وجبات حلال، ولكن معظم المدارس لا تقدم وجبات حلال لأنها لا تستطيع الحصول على أسعار معقولة من الموزعين.
في عام 2005، وضعت مدارس هايلاند بارك خططًا لجذب الطلاب العرب والمسلمين المقيمين في ديترويت وهامترماك. قامت الدكتورة تيريزا سوندرز، المشرفة على النظام المدرسي، بتعيين يحيى الكبسي، وهو معلم يمني أمريكي، كمستشار للمسلمين العرب في المنطقة. وأضافت مدرسين ناطقين باللغة العربية وبدأت في تقديم التعليم باللغة العربية. قالت سالي هاول، مؤلفة كتاب "التنافس على المسلمين: استراتيجيات جديدة للتجديد الحضري في ديترويت"، إن المنطقة بدأت في التعامل مع "الأسر المسلمة بشكل أكثر مباشرة مثل المستهلكين". وقال هاول إن المنطقة وافقت على "فصل الطلاب المسلمين عن الفصول الدراسية العادية"، لكن المنطقة أنكرت بشكل روتيني أن تكون هذه هي الحالة. وقال الكبسي إنه سيقوم بإحضار الطعام الحلال إلى المدارس، لكنه لم يتمكن من القيام بذلك. وبدلًا من ذلك، كانت المنطقة تحتوي على خيارات نباتية.
في عام 2022، كانت هناك خلافات سياسية في المنطقة بشأن المواد الدراسية الخاصة بمجتمع LGBTQ في المدارس التابعة لمدارس ديربورن العامة. وفي عام 2022، كانت هناك احتجاجات تدعو إلى إزالة كتب معينة واحتجاجات تدعو إلى عدم قيام المناطق بإزالة مثل هذه الكتب، خاصةً للأطفال وفي المكتبات. قررت المنطقة التوقف عن حمل سبعة ألقاب. كان الدافع وراء الكثير من الزخم ضد كتب LGBTQ هو المؤيدين المسلمين المحافظين، الذين دعمهم المؤيدين المسيحيون المحافظون.

## المطبخ
ارتفع عدد المطاعم الحاصلة على شهادة الحلال في مترو ديترويت من 89 في عام 2010 إلى 236 في عام 2014.

## السكان البارزين
الزعماء الدينيين:
- حسن القزويني (مسلم شيعي عراقي)
- بابا رجب (ألباني صوفي مسلم)

المسؤولون المنتخبون:
- عبد الله حمود (مجلس نواب ميشيغان، الدائرة الخامسة عشرة، 2016 حتى الآن)
- رشيدة طليب (مجلس نواب ميشيغان، الدائرة السادسة، 2009-2014)، (مجلس النواب الأمريكي، الدائرة الثالثة عشرة، 2019-حتى الآن)

آخرون:
- ريما فقيه الفائزة بمسابقتي ملكة جمال الولايات المتحدة الأمريكية وملكة جمال ميشيغان [الإنجليزية] في عام 2010.[33]

## طالع أيضًا
- الدين في مترو ديترويت [الإنجليزية]
- مجلس القيادة بين الأديان في منطقة ديترويت الكبرى [الإنجليزية]

المجموعات العرقية:
- تاريخ شعوب الشرق الأوسط في مترو ديترويت
- تاريخ الألبان الأميركيين في مترو ديترويت [الإنجليزية]

## ملحوظات
1. 1 2  Gibson, Dawn-Marie (Royal Holloway, University of London). "Old Islam in Detroit: Rediscovering the Muslim American Past[وصلة مكسورة]." (Book review). Journal of American History, 2015, Vol.102(1), pp.205-207. DOI 10.1093/jahist/jav220. CITED: p. 206. - Cites page 174 of Old Islam in Detroit (2014)
2. 1 2 3  "Old Islam in Detroit: Rediscovering the Muslim American Past". مؤرشف من الأصل في 2023-09-29. اطلع عليه بتاريخ 2022-11-14.
3. ↑  Singleton, B.D. (California State University, San Bernardino). "Howell, Sally. Old Islam in Detroit: rediscovering the Muslim American past." (Brief article)(Book review) CHOICE: Current Reviews for Academic Libraries, 2015, Vol.52(5), p.877(1).
4. 1 2 3  Howell, "Competing for Muslims," p. 209. نسخة محفوظة 2024-12-24 على موقع واي باك مشين.
5. ↑  "Hamtramck OKs prayer call over heated objections." The Detroit News. April 28, 2004. Retrieved on September 9, 2013. Document ID: det18788929. "HAMTRAMCK ? The City Council on Tuesday night approved an ordinance to allow mosques to broadcast the Islamic call to prayer onto public streets over some heated objections. The unanimous vote by the council makes it one of the few cities in the United States to approve the practice. "This is about uniting our community," said Shabad Ahmed, 37, a Bangladeshi immigrant and the first and only Muslim member of the Hamtramck City Council. Supporters of the change outnumbered[...]" نسخة محفوظة 2019-02-15 على موقع واي باك مشين.
6. ↑  Bailey، Sarah Pullman (21 نوفمبر 2015). "In the first majority-Muslim U.S. city, residents tense about its future". Washington Post. مؤرشف من الأصل في 2024-11-27. اطلع عليه بتاريخ 2015-11-22.
7. ↑  Felton، Ryan (15 نوفمبر 2015). "Michigan town said to have first majority Muslim city council in US". الغارديان. مؤرشف من الأصل في 2025-07-05. اطلع عليه بتاريخ 2015-11-22.
8. ↑  Warikoo, Niraj. "Muslim women fight for right to wear Islamic headscarf" (Archive). Detroit Free Press. June 30, 2015. Retrieved on November 1, 2015.
9. ↑  Warikoo، Niraj (10 أكتوبر 2022). "LGBTQ and faith communities struggle for unity in Dearborn, Hamtramck". Detroit Free Press. ديترويت. مؤرشف من الأصل في 2025-06-08. اطلع عليه بتاريخ 2023-06-16.
10. ↑  Warikoo, Niraj (13 Jun 2023). "Hamtramck considers banning LGBTQ Pride flags on city property". Detroit Free Press (بالإنجليزية الأمريكية). Gannett. Archived from the original on 2025-04-10. Retrieved 2023-06-14.
11. ↑  "City Council Meeting, June 13, 2023". City of Hamtramck (Video). 23 يونيو 2023. مؤرشف من الأصل في 2025-04-04 – عبر يوتيوب.
12. ↑  Warikoo، Niraj (3 نوفمبر 2021). "Amer Ghalib ousts Karen Majewski, becoming Hamtramck's first Muslim mayor". Detroit Free Press. ديترويت. مؤرشف من الأصل في 2025-02-06. اطلع عليه بتاريخ 2023-06-15.
13. 1 2  Howell, Old Islam in Detroit, p. 147. نسخة محفوظة 2023-09-29 على موقع واي باك مشين.
14. ↑  "Muslim Organization Plans Legal Action Against Dearborn PD After Altercation" (Archive). CBS Detroit. May 7, 2014. Retrieved on September 29, 2014.
15. ↑  "Contact." CAIR Michigan. Retrieved on September 29, 2014. "21700 NORTHWESTERN HWY, SUITE 815, SOUTHFIELD, MI 48075" نسخة محفوظة 2025-01-24 على موقع واي باك مشين.
16. ↑  "History of Teqe". Teqeja e Pare Bektashiane ne Amerike. 7 مايو 2019. مؤرشف من الأصل في 2021-10-29. اطلع عليه بتاريخ 2021-10-29.
17. ↑  Metzger, Kurt and Jason Booza. "Asians in the United States, Michigan and Metropolitan Detroit نسخة محفوظة 2006-06-20 على موقع واي باك مشين.." Center for Urban Studies, Wayne State University. January 2002 Working Paper Series, No. 7. p. 10. Retrieved on November 6, 2013.
18. ↑  Almasmari, Hakim. "Hamtramck, Michigan: A Yemeni oasis
[usurped]" (). Yemen Observer. November 21, 2006. Retrieved on September 9, 2013.
19. ↑  Almasmari, Hakim. "Hamtramck, Michigan: A Yemeni oasis
[usurped]" (). يمن أوبزرفر. November 21, 2006. Retrieved on September 9, 2013.
20. ↑  "Albanian Islamic Center" (Archive). Building Islam in Detroit Website. جامعة ميشيغان. Retrieved on September 29, 2014.
21. ↑  "Vision & Mission" (Archive). International Islamic Academy. Retrieved on November 1, 2015.
22. ↑  "Home." Muslim American Youth Academy. Retrieved on November 1, 2015. Address is "19500 Ford Road, Dearborn, MI 48128, United States" نسخة محفوظة 2025-05-22 على موقع واي باك مشين.
23. ↑  "MIA Demographic Data نسخة محفوظة 2015-12-22 على موقع واي باك مشين.". أكاديمية ميشيغان الإسلامية. Retrieved on November 1, 2015.
24. 1 2 3  Howell, p. 220. "HPS, like a dozen or more local charter schools, sought to outmaneuver more experienced districts by[...] and agreeing to segregate Muslim students from mainstream classrooms, a policy that is routinely denied in Highland Park but is also very much on display in local charter schools." نسخة محفوظة 2023-09-29 على موقع واي باك مشين.
25. 1 2  Howell, p. 223. نسخة محفوظة 2023-09-29 على موقع واي باك مشين.
26. ↑  Cecil, Angel. "HIGHLAND PARK SCHOOLS SEEK MORE ARAB, MUSLIM STUDENTS ." Detroit Free Press. January 28, 2005. News p. B2. Retrieved on September 8, 2013. byline says: "HAMTRAMCK, DETROIT INTEND TO KEEP THEM"
27. ↑  Warikoo، Niraj (26 سبتمبر 2022). "Tense rallies in Dearborn amid debate over LGBTQ books". Detroit Free Press. ديترويت. مؤرشف من الأصل في 2023-06-16. اطلع عليه بتاريخ 2023-06-16.
28. ↑  "Protests against books, banning of books held in Dearborn". Press and Guide. 26 سبتمبر 2022. مؤرشف من الأصل في 2025-03-18. اطلع عليه بتاريخ 2023-06-16.
29. ↑  Stein، Emma (14 سبتمبر 2022). "Dearborn Public Schools removes 7 books from libraries after parents complain". Detroit Free Press. ديترويت. اطلع عليه بتاريخ 2023-06-16.
30. ↑  Warikoo، Niraj (10 أكتوبر 2022). "LGBTQ and faith communities struggle for unity in Dearborn, Hamtramck". Detroit Free Press. ديترويت. مؤرشف من الأصل في 2025-06-08. اطلع عليه بتاريخ 2023-06-16.Warikoo, Niraj (2022-10-10). "LGBTQ and faith communities struggle for unity in Dearborn, Hamtramck". Detroit Free Press. Detroit. Retrieved 2023-06-16.
31. ↑  "America's Muslim Capitals Slide #1" (Archive). ذا ديلي بيست. "#1, Detroit, Michigan Estimated Muslim population (percentage): 1.3 Total mosques (rank): 3 Number of halal restaurants: 89"
32. ↑  "zabihah.com." نسخة محفوظة 2024-10-07 على موقع واي باك مشين.
33. ↑  "First Muslim Miss USA Rima Fakih converts to Christianity". فوكس نيوز. 6 مايو 2016. مؤرشف من الأصل في 2024-12-02. اطلع عليه بتاريخ 2016-10-17.

## روابط خارجية
- كير ميشيغان
- بناء الإسلام في ديترويت: الأسس، والأشكال، والمستقبل نسخة محفوظة 2014-12-28 على موقع واي باك مشين. - جامعة ميشيغان